# Pycnonotus aurigaster
Pycnonotus aurigaster е вид птица от семейство Pycnonotidae.

## Разпространение
Видът е разпространен във Виетнам, Индонезия, Камбоджа, Китай, Лаос, Макао, Мианмар, Тайланд и Хонконг.